# Botrychium rugulosum
Botrychium rugulosum là một loài dương xỉ trong họ Ophioglossaceae. Loài này được W.H. Wagner mô tả khoa học đầu tiên năm 1982.

## Hình ảnh

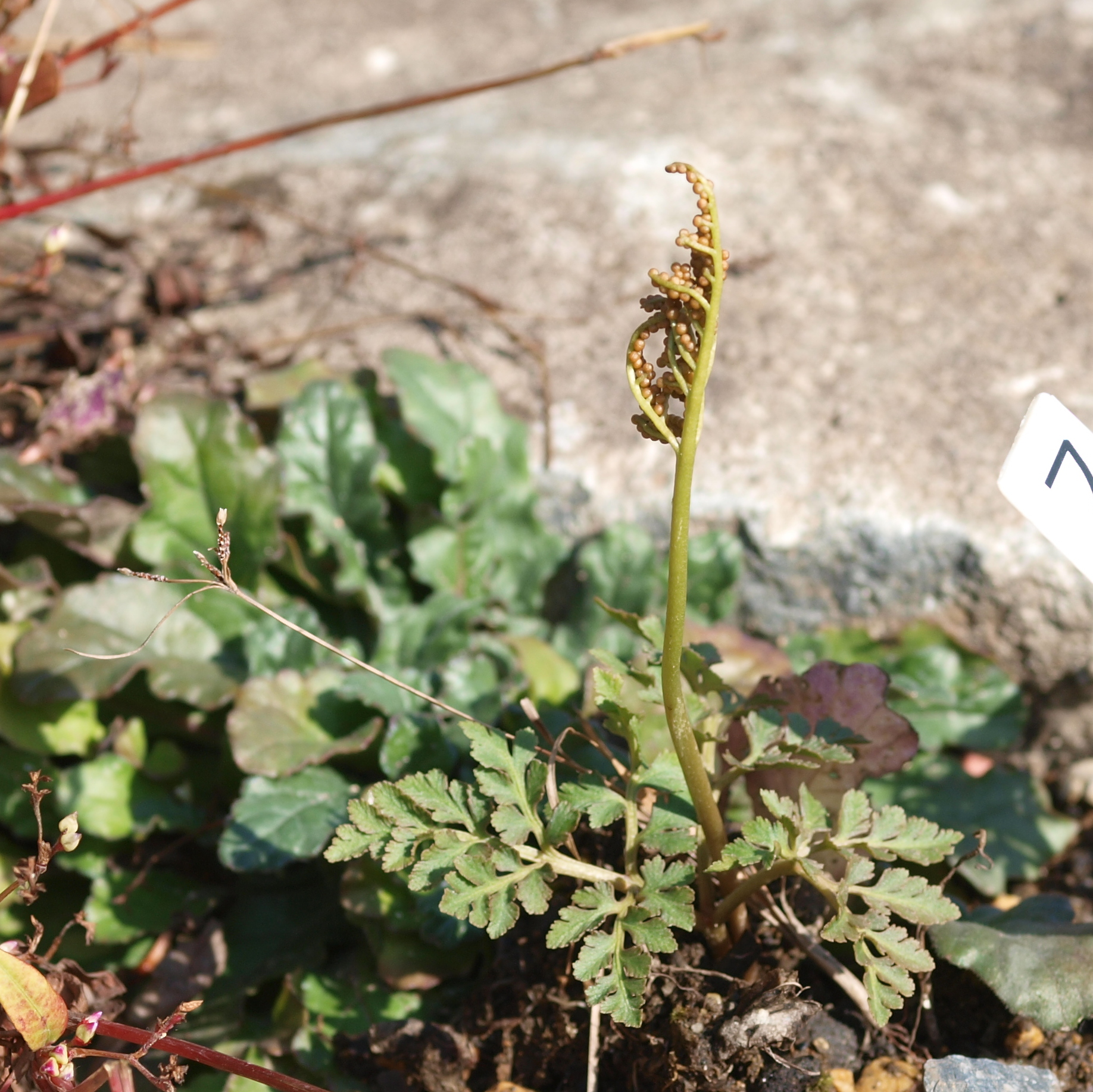